# Chalcatzingo

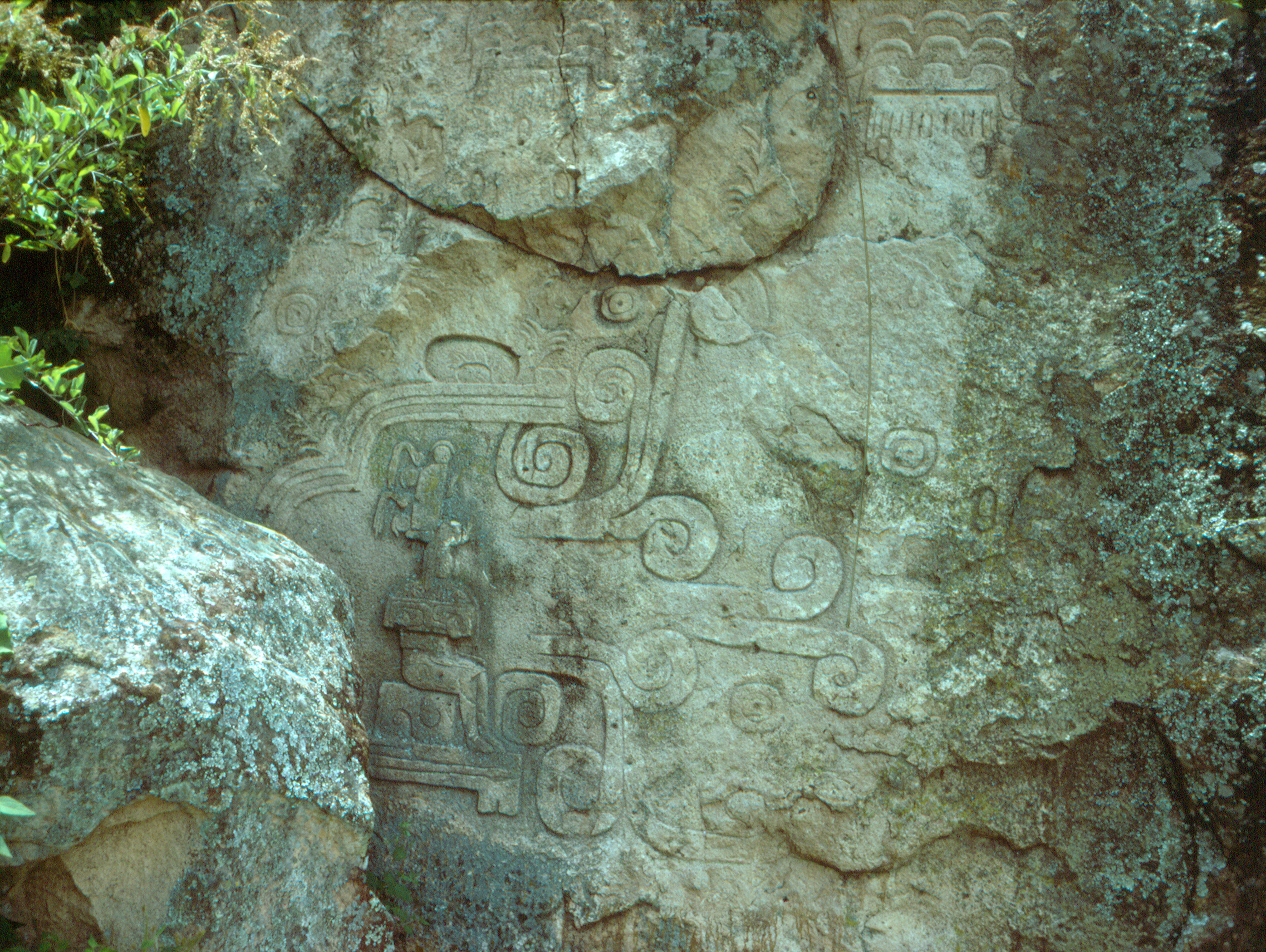
Relief I

Chalcatzingo ist eine bedeutende Ruinenstätte der Olmeken aus dem frühen bis späten Präklassikum im südöstlichen Teil des mexikanischen Bundesstaates Morelos, rund 37 km Luftlinie von der Staatshauptstadt Cuernavaca entfernt. Chalcatzingo ist durch seine Felsreliefs im olmekischen Stil berühmt geworden.

## Erforschung

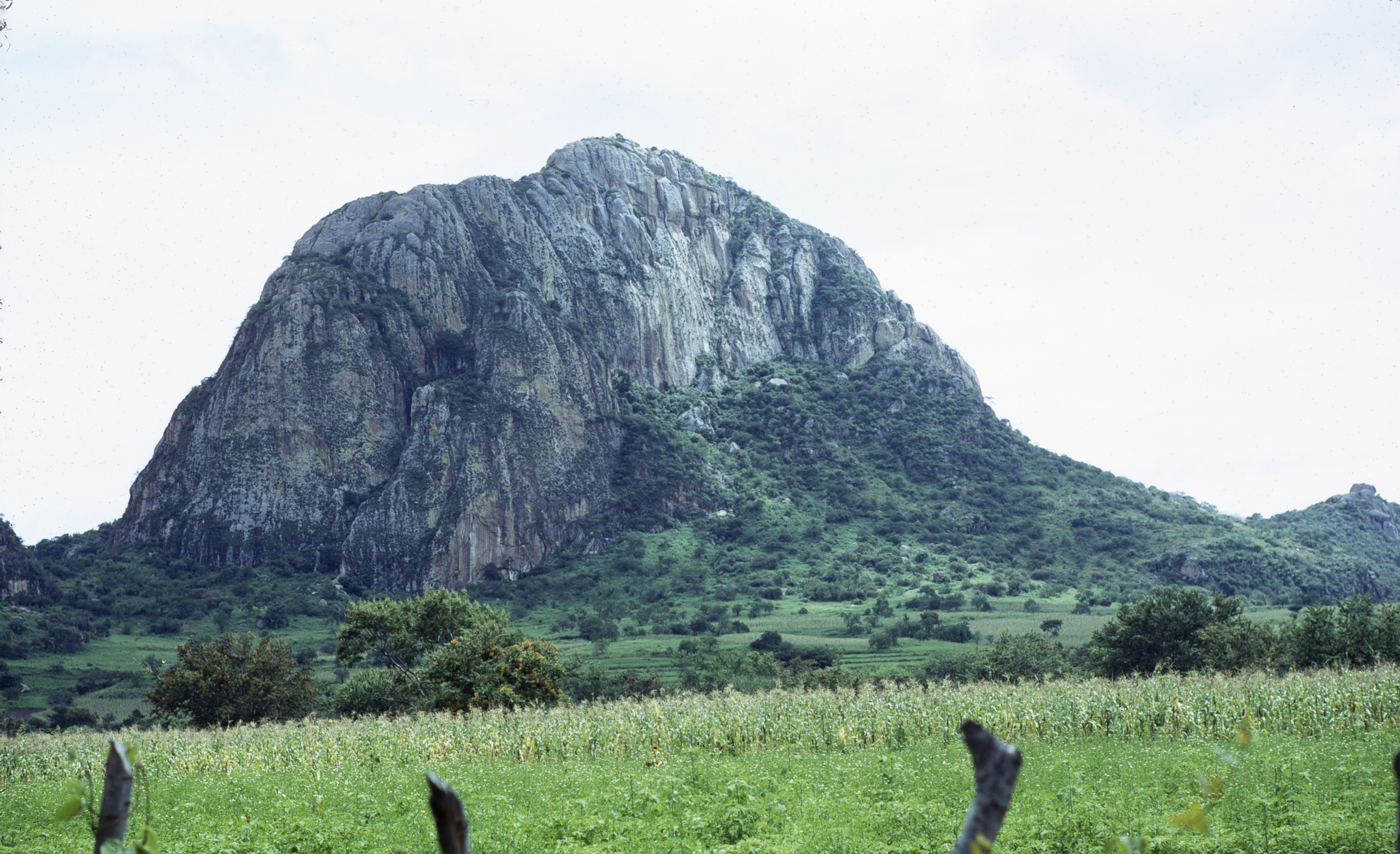
Der Berg von Chalcatzingo mit den Reliefs

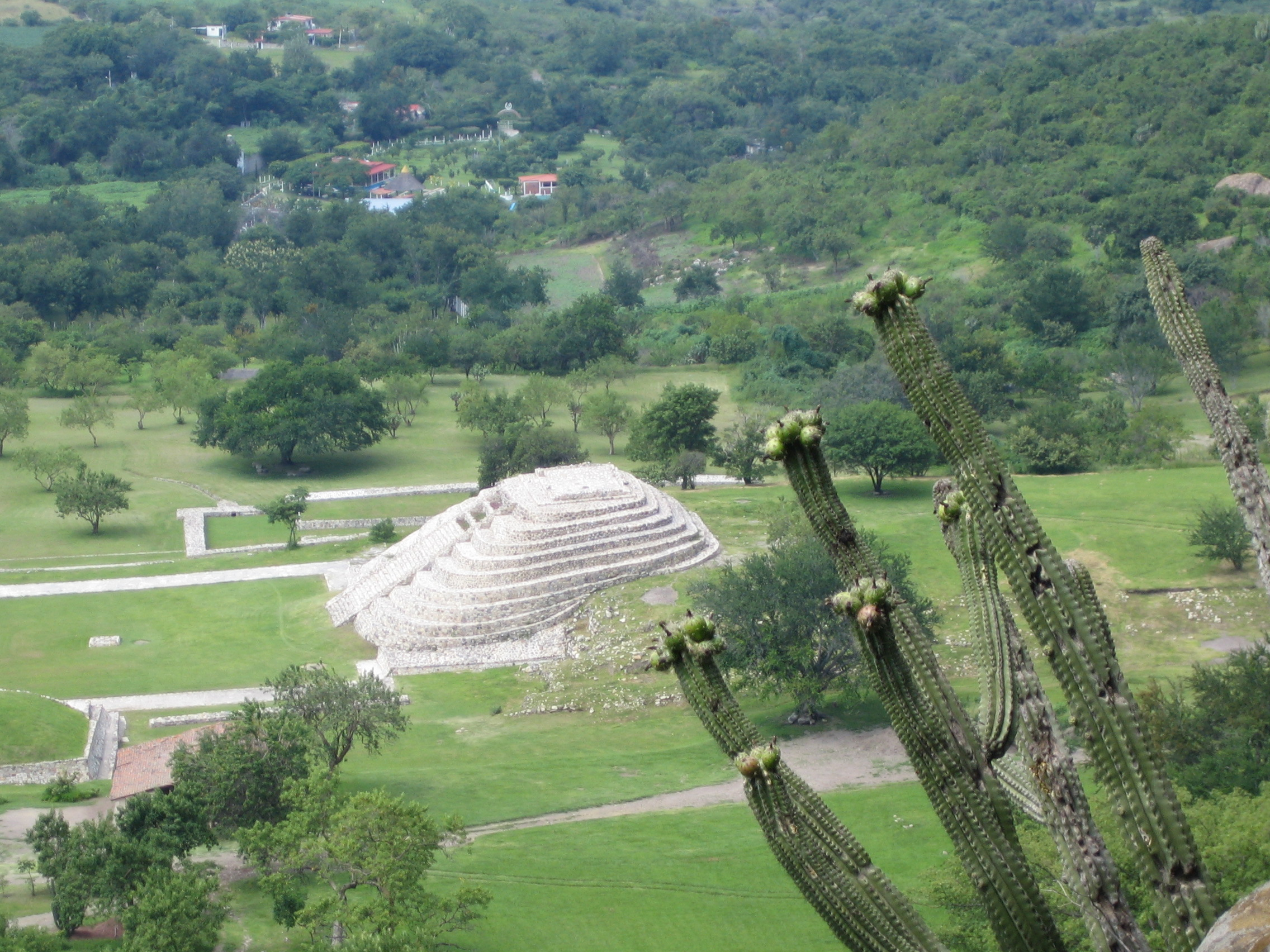
Blick auf die Pyramide vom Hügel aus

1932 wurden einige der bis dahin völlig unbekannten Felsreliefs durch einen Erdrutsch freigelegt. Größere Untersuchungen fanden aber erst 20 Jahre später statt. 1971 publizierte Garlo Gay seine ausführlichen Untersuchungen. Seither haben immer wieder Grabungen stattgefunden, die auch die im flachen Gelände gelegenen Bauten untersuchten und zugänglich machten.

## Fundort

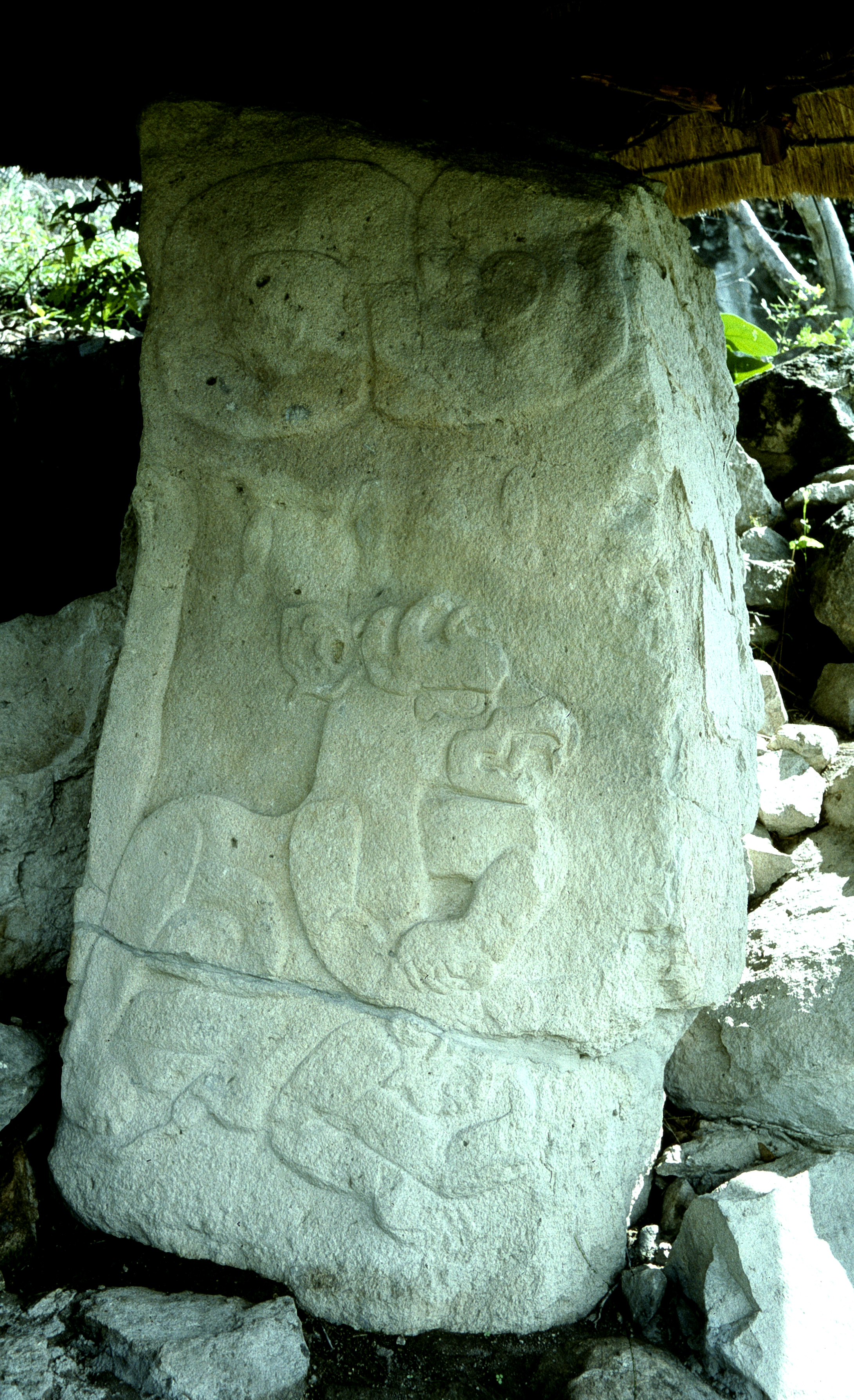
Stele 2: Jaguar über menschlicher Figur

Der Fundort umfasst eine Fläche von rund 40 Hektar. Er liegt in einer klimatisch begünstigten, frostfreien und hinreichend feuchten Zone, an der Südabdachung des zentralmexikanischen Hochlandes, in ebenem Gelände, das nur von einzelnen ausgewitterten Vulkankegeln unterbrochen wird. Chalcatzingo war der zentrale Ort mit Funktion als wichtiger Punkt auf den Handelsrouten von Süden ins Becken von Mexiko. In seiner Umgebung sind rund 60 kleine, gleichzeitige Siedlungen nachgewiesen worden. Während die frühesten Nachweise menschlicher Aktivitäten an dieser Stelle im 15. Jahrhundert v. Chr. angesetzt werden, liegt die Blütezeit im 8. Jahrhundert. Dieser Zeit werden auch die zahlreichen Felsreliefs zugewiesen.
Der Fundort verteilt sich auf rund zwei Dutzend künstliche Terrassen, die am westlichen Schuttkegel des Cerro de Chalcatzingo (auch: Cerro de la Cantera) gelegen sind. Auf der Terrasse 1 liegt eine Plaza mit den Wohnstätten der lokalen Oberschicht. Terrasse 25 weist einen versenkten Hof auf, in dessen Mitte ein großer, aus reliefierten Steinblöcken geformter Altar steht.
Die größte Konstruktion von Chalcatzingo ist Struktur 4, eine nahezu quadratische Plattform mit rund 70 m Seitenlänge. Unter den Fußböden der Wohnbauten wurden zahlreiche Gräber hochgestellter Personen gefunden, zu deren Beigaben Schmuckstücke aus Jade und die für die olmekische Kultur typischen konkaven Pyritspiegel gehören.

## Reliefs
Im flachen Teil des Fundortes wurden mehrere Stelen gefunden, die bildliche Darstellungen tragen. Der größte Teil der Reliefs (es werden 34 gezählt) befindet sich an nahezu vertikalen Felsflächen am Fuß des Berges. Spätere Felsstürze haben die Reliefs teilweise überdeckt oder verlagert. Eine weitere Gruppe der Felsreliefs findet sich nördlich der ersten und wurde auf der Oberfläche von großen Felsblöcken ausgeführt. Die Thematik ist hier die Darstellung von Personen in olmekischer Tracht, die vielleicht lokale Herrscher abbilden. Die Bezeichnungen der Reliefs in der Literatur sind nicht einheitlich.

### Relief I

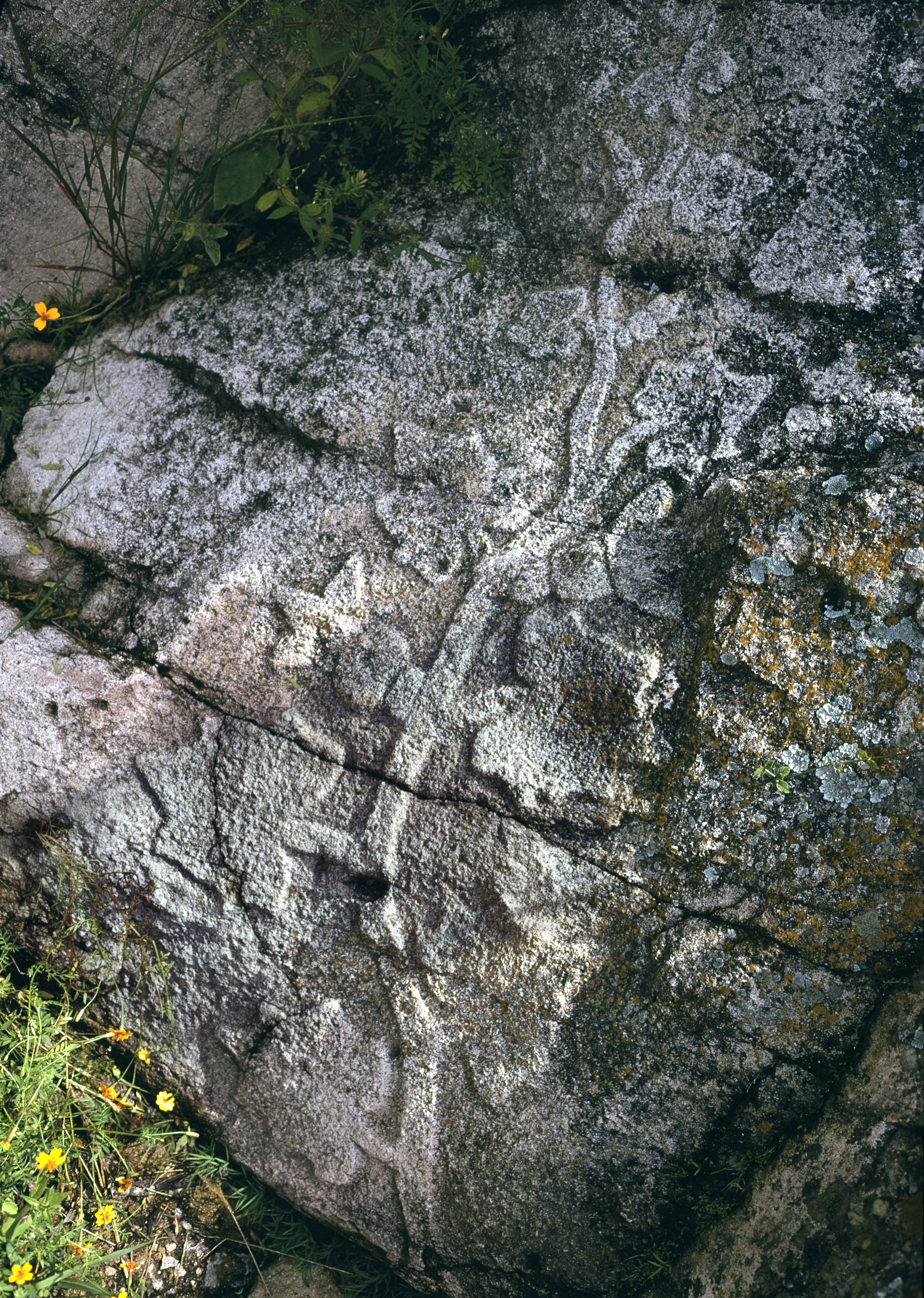
Relief VI

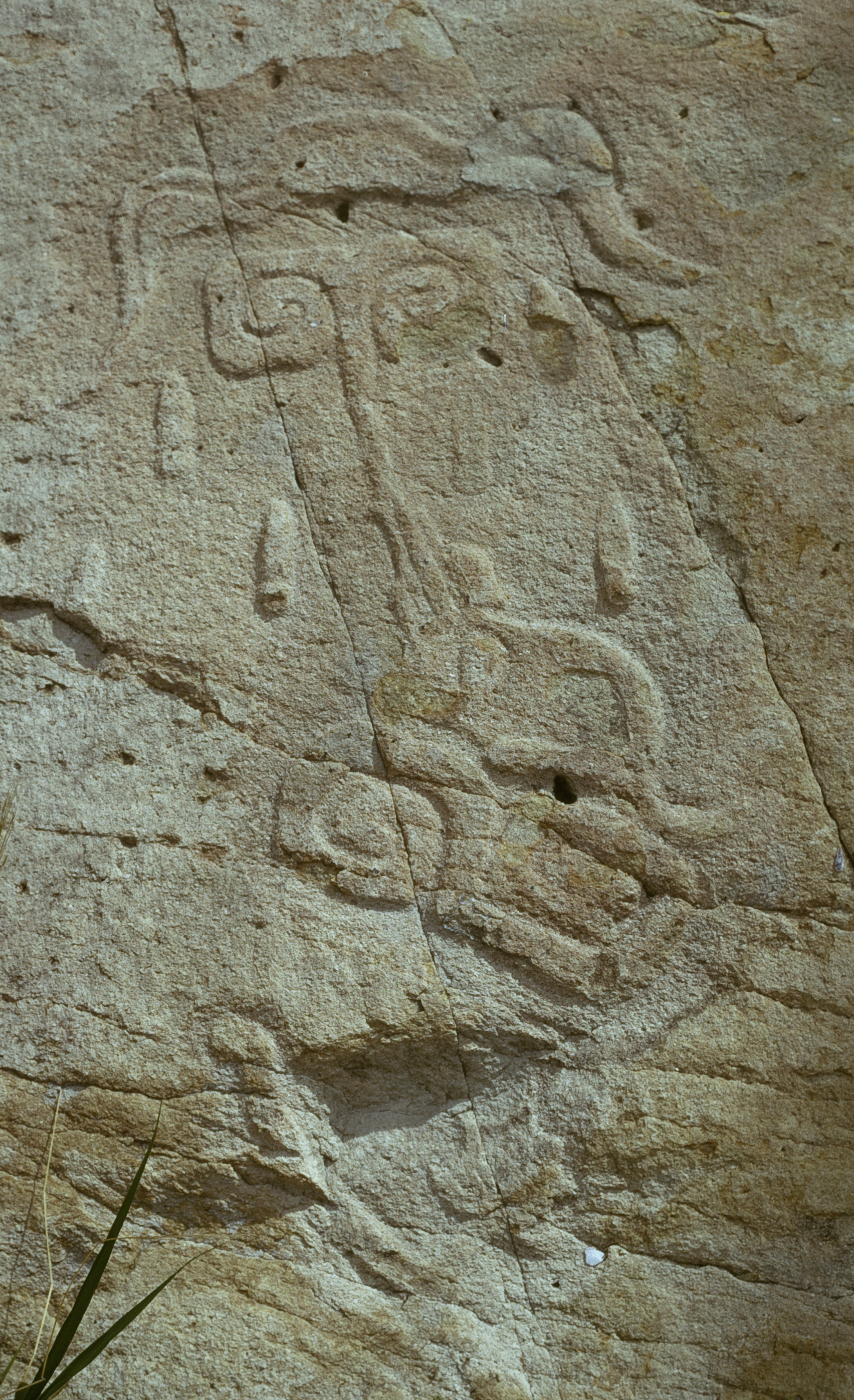
Relief VII

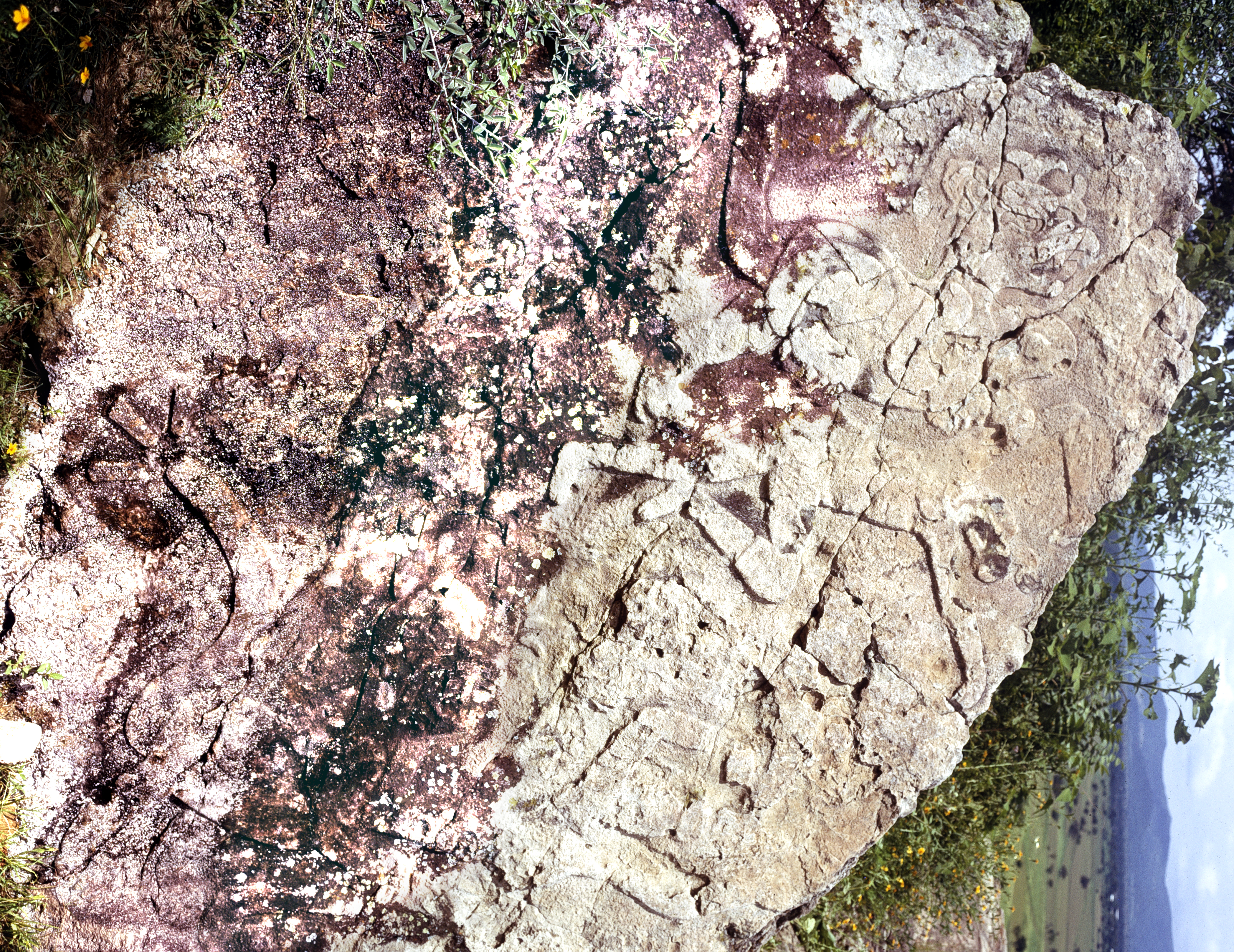
Relief II (um 90° gedreht)

Das als erstes aufgefundene und größte Relief befindet sich auf einer vertikalen Felsplatte und ist durch andere Felsblöcke teilweise überdeckt. Im Mittelpunkt der Szene befindet sich eine in sehr abbreviierter Form dargestellte Höhle (erkennbar auch an mehreren Pflanzen oberhalb der Höhle), aus der große Voluten herausströmen, die mit großer Sicherheit den aus Höhlen wehenden Luftzug darstellen sollen. In der Höhle sitzt auf einem steinernen Thron eine Person mit großem Kopfschmuck. Sie hält mit beiden Händen einen mit Voluten verzierten eckigen Gegenstand horizontal vor der Brust. Diese Haltung findet sich häufig in olmekischen Darstellungen.
Die Szene wird nach oben durch drei Objekte abgeschlossen, die vielleicht Wolken darstellen, aus welchen zahlreiche Tropfen hinabfallen. Dies legt eine Regen-Thematik nahe, die auch in anderen Reliefs wiederkehrt.

### Relief VI
Die Thematik der üppigen Pflanzen wird hier durch den sehr realistisch abgebildeten Zweig einer Kürbispflanze versinnbildlicht.

### Relief VII
Eine Wolke, aus der Regentropfen fallen, ist auch auf diesem Relief dargestellt. Keine wirklich überzeugende Interpretation ist bisher für das Wesen vorgeschlagen worden, auf das die Regentropfen fallen.

### Relief II
Auf einem teilweise stark erodierten Felsblock ist eine Szene mit zwei Jaguaren, die zwei Menschen angreifen. Die Jaguare tragen auf dem Kopf einen Kopfschmuck. Unterhalb des oberen (in der gedrehten Abbildung) liegt mit ausgestreckten Armen eine offenbar hilflose Person. Der untere Jaguar ist schwer zu erkennen, seine Schwanzspitze scheint jedoch abgetrennt zu sein und Blut herauszuspritzen.